# پرتوی کرمانشاهی
علی‌اشرف نوبتی (۶ مهر ۱۳۱۰ – ۵ بهمن ۱۴۰۰) متخلص به پرتو  کرمانشاهی، شاعر کُرد ایرانی بود که به دو زبان فارسی و کُردی شعر می‌سرود.

## زندگی
علی‌اشرف نوبتی در ۶ مهر ۱۳۱۰ در کرمانشاه زاده شد. پدربزرگ پدریش از مردم بختیاری بود که در زمان حکومت بهرام میرزا معزالدوله در سال ۱۲۱۲ (خورشیدی) به اجبار به کرمانشاه کوچانده شدند. وی زبان کردی را از پدربزرگ مادریش آموخت و او را به همراه برادر بزرگترش، از مشوقان و راهنمایان خود در ادبیات، در دوران کودکی دانسته‌است.

## شعر
مجموعه اشعار پرتو کرمانشاهی با نام کوچه‌باغی‌ها در سال ۱۳۷۷ به اهتمام محمدعلی سلطانی به چاپ رسید. بیشتر اشعار این دیوان به صورت شعر کلاسیک و به زبان فارسی هستند. اما چندین غزل کردی نیز در انتهای کتاب به چاپ رسیده که در زمان انتشار به عنوان نمونه‌های برجسته ای از شعر کردی کرمانشاهی مورد توجه قرار گرفتند. در چاپ سوم کتاب در سال ۱۳۸۹ تعدادی شعر به لهجه فارسی کرمانشاهی نیز به انتهای کتاب افزوده شد. کامل‌ترین مجموعهٔ اشعار پرتو کرمانشاهی در چاپ چهارم این کتاب گردآوری شده‌است که مشخصات چاپ آن به شرح زیر است.
- نوبتی، علی‌اشرف، کوچه باغی‌ها: سروده‌های پرتو کرمانشاهی، تهران: مؤسسه فرهنگی نشر سها، ۱۳۷۷؛ چاپ سوم ۱۳۸۹، چاپ چهارم ۱۳۹۶.

## درگذشت
علی‌اشرف نوبتی بامداد پنجمین روز بهمن ماه هزار و چهارصد در سن ۹۰سالگی در شهر کرمانشاه در گذشت . پیکر وی در قطعه ۹، ردیف ۴۶، مزار شماره ۵۰ در آرامستان شهر کرمانشاه  با حضور انبوهی از علاقه مندان و دوستدارانش به خاک سپرده شد.

## بزرگداشت
در ۱۱ و ۱۲ تیر ۱۳۹۸ در کنگره مشاهیر کرد در سنندج از پرتو کرمانشاهی به‌عنوان یکی از مفاخر زندهٔ کُرد تقدیر شد.

## روز پرتو کرمانشاهی
از سال ۱۳۹۳ با پیشنهاد و تلاش گروهی از فعالان کُرد کرمانشاهی، دوست‌داران ادبیات در کرمانشاه و گروه فرهنگی ده‌نگ په‌راو روز ۲۷ اردیبهشت به عنوان «روز پرتو کرمانشاهی» نامگذاری شد که با استقبال فرهنگ‌دوستان کرمانشاهی واقع شد. انتشار فیلم مستندی از زندگی پرتو کرمانشاهی، انتشار ویژه‌نامه در نشریات کرمانشاه، و انتشار یادداشت‌ها و کلیپ‌هایی از دکلمهٔ اشعار این شاعر در فضای مجازی از جمله فعالیت‌هایی بوده که هر ساله در این روز انجام می‌شود.

## ترجمهٔ اشعار
غزل کُردی «ئه‌ر شه‌وێ ده‌ر وا بکه‌ید و بۊده مێهمانم چه بوو» از پرتو کرمانشاهی توسط سیامک گوران استاد موسیقی دانشگاه رم به زبان ایتالیایی ترجمه شده‌است.

## دربارهٔ پرتو کرمانشاهی
در رابطه با اشعار پرتوی کرمانشاهی چندین کتاب و مجموعه مقاله با نگاشته شده و با مشخصات زیر به چاپ رسیده‌است:
- پژواک کوچه‌باغی‌ها: نقدها و نظرها، شعرها، نامه‌ها و نوشته‌ها و نگاهی به احوال و آثار پرتو کرمانشاهی، سلطانی، گردآورنده سها سلطانی، تهران: انتشارات سها، ۱۳۸۹
- پرتو مهر: ارج‌نامهٔ استاد پرتو کرمانشاهی، به کوشش ابراهیم رحیمی زنگنه و خلیل کهریزی، با مقدمهٔ محمدعلی سلطانی، تهران: مؤسسهٔ فرهنگی سها، ۱۴۰۰

## اشعار کردی
پرتو در زمینه اشعار کردی موفق شده تا ضمن سرایش شعر کردی بر وزن عروضی، به لحاظ زبانی نیز خلوص زبانی را حفظ کرده و برای انطباق شعر خود با عروض واژگان فارسی را وارد شعر خود نکند. شاید سرشناس‌ترین شعر کردی پرتو، غزل ئه‌رمه‌نی (ارمنی) باشد که توسط چند تن از خوانندگان کرد از جمله حمید حمیدی به آواز خوانده شده‌است.
| ئاواره‌گه‌ی بێچاره‌گه‌ی بێخانمانم ئه‌رمه‌نی          |  | ماڵت نیه‌زانم‌ها له کوو، ڕووح و ڕه‌وانم ئه‌رمه‌نی  |
| شیرین‌زوانم ئه‌رمه‌نی                             |  | ده‌ردت وه گیانم ئه‌رمه‌نی                        |
| ترسم وه‌گه‌ردم تا نه‌که‌ی، بۊشی بچوو، ده‌ر وا نه‌که‌ی |  | ئه‌مجا مه دی دێوانه‌گه‌ی ئاگر وه‌ گیانم ئه‌رمه‌نی   |
| ت باو موسه‌ڵمانی بکه، لەی گه‌وره مێمانی بکه      |  | هه‌رچی که خوه‌ت زانی بکه، من ناته‌وانم ئه‌رمه‌نی   |
| بێخود ئه‌ڕا ترسی؟ خوه‌مم، قورسه ده‌مم، خاترجه‌مم   |  | مانگه‌شه‌وه، سایه‌ی خوه‌مه‌ ها شان وه شانم ئه‌رمه‌نی |
| نه‌ۊش ئه‌وقه‌ره چشتی نیه، ده‌ر وا که بارم که‌فتیه   |  | هه‌ر یەی چکه نه‌زری بکه ته‌ر بوو زوانم ئه‌رمه‌نی   |
| ئه‌ر یەی که‌سی له دوشمه‌نی پرسی یه له کووره سه‌نی  |  | وه گیان هه‌رچی کافره ئۊشم نیه‌زانم ئه‌رمه‌نی      |
| له خوسه ئاگر گردمه، ڕێ ماڵتان گوم کردمه        |  | ئه‌ر مردمیشم مردمه مشتێ سوخانم ئه‌رمه‌نی         |
| پشتم له بار ده‌رد و خه‌م شکیا نیه‌زانم چه بکه‌م    |  | ده‌ردم یه‌سه له ماڵ خوه‌م بێخانمانم ئه‌رمه‌نی      |
| ڕووژ و شه‌وم جوور یه‌که، ده‌ر وا که نه‌ومیدم نه‌که  |  | ئاخر وه ناشه‌ڕ تازه م، جاڵ و جووانم ئه‌رمه‌نی    |
| ده‌ر وا که زۊتر «په‌رته‌و»ه، مێمانه‌گه‌ی ئاخرشه‌وه   |  | یەی شۊشه له‌و به‌دمه‌سه‌وه پڕ که بزانم ئه‌رمه‌نی    |